# Dalmát pisztráng
A dalmát pisztráng (Salmo obtusirostris) a sugarasúszójú halak (Actinopterygii) osztályának lazacalakúak (Salmoniformes) rendjébe, ezen belül a lazacfélék (Salmonidae) családjába tartozó faj.

## Előfordulása
A dalmát pisztráng Dalmácia hűvös, oxigéndús folyóvizeiben él.

## Megjelenése
A hal oldalról lapított teste erősen nyújtott, hátmagassága élőhelye szerint változó, faroknyele magas és rövid. A farokúszó hátulsó szegélye a fiataloknál mindig kimetszett, az idősebb példányoké csaknem egyenes vonalú. Pikkelyei apróak, 101-103 darab van az oldalvonala mentén, 20-21 pedig a zsírúszón és az oldalvonal között (beleértve az oldalvonal pikkelyeit is). Feje kicsi, orra feltűnően tömpe; felső állkapcsa igen széles, rövid, a szájrés csak a szem középvonaláig ér. Az ekecsonton 2-6 lemez van. A nyélen kettős sorban 9-18 fog ül. Mellúszói hosszúak, hosszuk körülbelül a fele a mell- és hasúszók kezdete közti távolságnak. Hátoldala a zöldestől a barnásig változik, oldalai világosabbak, a hasoldal sárgásfehér. A sebes pisztránghoz hasonlóan a test oldalain sötét, illetve az oldalvonal mentén és alatta világos udvarral körülvett piros foltok vannak. A fiatalokon sötét keresztsávokat látunk. Testhossza 25-40 centiméter, de elérheti a 70 centiméteres hosszt is.

## Életmódja
A dalmát pisztráng a folyók állandó, nem vándorló hala. A fiatalok tápláléka apró gerinctelenek (rovarlárvák, rákok, repülő rovarok), a kifejlett példányok halakat fognak.

## Szaporodása
Október és december között ívik, ikráit sebesen áramló vízben, a kavicspadokba kotort ovális mélyedésbe rakja le.